# 3.ª etapa do Giro d'Italia de 2017
A 3ª etapa do Giro d'Italia de 2017 teve lugar o 7 de maio de 2017 entre Tortolì e Cagliari sobre um percurso de 148 km.

## Classificação da etapa
| \| Classificação por etapas \| Classificação por etapas \| Classificação por etapas \| Classificação por etapas \| Classificação por etapas \| \| Ciclista \| Ciclista \| Equipe \| Tempo \| \| \| ------------------------ \| ------------------------ \| ------------------------ \| ------------------------ \| ------------------------ \| \| 1. \| Fernando Gaviria \| Quick-Step Floors \| 3h26m33s \| \| \| 2. \| Rüdiger Selig \| Bora-Hansgrohe \| + 0s \| \| \| 3. \| Giacomo Nizzolo \| Trek-Segafredo \| + 0s \| \| \| 4. \| Nathan Haas \| Dimension Data \| + 0s \| \| \| 5. \| Maximiliano Richeze \| Quick-Step Floors \| + 0s \| \| \| 6. \| Kanstantsin Sivtsov \| Bahrain-Merida \| + 3s \| \| \| 7. \| Bob Jungels \| Quick-Step Floors \| + 3s \| \| \| 8. \| Caleb Ewan \| Orica-Scott \| + 13s \| \| \| 9. \| Sacha Modolo \| UAE Team Emirates \| + 13s \| \| \| 10. \| André Greipel \| Lotto-Soudal \| + 13s \| \| |                     |                   |          |
| |                     |                   |          |
| Fonte: ProCyclingStats |                     |                   |          |
| Classificação por etapas |                     |                   |          |
| Ciclista | Ciclista            | Equipe            | Tempo    |
| 1. | Fernando Gaviria    | Quick-Step Floors | 3h26m33s |
| 2. | Rüdiger Selig       | Bora-Hansgrohe    | + 0s     |
| 3. | Giacomo Nizzolo     | Trek-Segafredo    | + 0s     |
| 4. | Nathan Haas         | Dimension Data    | + 0s     |
| 5. | Maximiliano Richeze | Quick-Step Floors | + 0s     |
| 6. | Kanstantsin Sivtsov | Bahrain-Merida    | + 3s     |
| 7. | Bob Jungels         | Quick-Step Floors | + 3s     |
| 8. | Caleb Ewan          | Orica-Scott       | + 13s    |
| 9. | Sacha Modolo        | UAE Team Emirates | + 13s    |
| 10. | André Greipel       | Lotto-Soudal      | + 13s    |

## Classificações ao final da etapa

### Classificação geral
| \| Classificação geral \| Classificação geral \| Classificação geral \| Classificação geral \| Classificação geral \| \| Ciclista \| Ciclista \| Equipe \| Tempo \| \| \| ------------------- \| ------------------- \| ------------------- \| ------------------- \| ------------------- \| \| 1. \| Fernando Gaviria \| Quick-Step Floors \| 14h45m16s \| \| \| 2. \| André Greipel \| Lotto-Soudal \| + 9s \| \| \| 3. \| Lukas Pöstlberger \| Bora-Hansgrohe \| + 13s \| \| \| 4. \| Bob Jungels \| Quick-Step Floors \| + 13s \| \| \| 5. \| Kanstantsin Sivtsov \| Bahrain-Merida \| + 13s \| \| \| 6. \| Caleb Ewan \| Orica-Scott \| + 17s \| \| \| 7. \| Roberto Ferrari \| UAE Team Emirates \| + 17s \| \| \| 8. \| Ryan Gibbons \| Dimension Data \| + 23s \| \| \| 9. \| Enrico Battaglin \| LottoNL-Jumbo \| + 23s \| \| \| 10. \| Sacha Modolo \| UAE Team Emirates \| + 23s \| \| |                     |                   |           |
| |                     |                   |           |
| Fonte: ProCyclingStats |                     |                   |           |
| Classificação geral |                     |                   |           |
| Ciclista | Ciclista            | Equipe            | Tempo     |
| 1. | Fernando Gaviria    | Quick-Step Floors | 14h45m16s |
| 2. | André Greipel       | Lotto-Soudal      | + 9s      |
| 3. | Lukas Pöstlberger   | Bora-Hansgrohe    | + 13s     |
| 4. | Bob Jungels         | Quick-Step Floors | + 13s     |
| 5. | Kanstantsin Sivtsov | Bahrain-Merida    | + 13s     |
| 6. | Caleb Ewan          | Orica-Scott       | + 17s     |
| 7. | Roberto Ferrari     | UAE Team Emirates | + 17s     |
| 8. | Ryan Gibbons        | Dimension Data    | + 23s     |
| 9. | Enrico Battaglin    | LottoNL-Jumbo     | + 23s     |
| 10. | Sacha Modolo        | UAE Team Emirates | + 23s     |

### Classificação por pontos
| Classificação por pontos | Classificação por pontos | Classificação por pontos      | Classificação por pontos | Classificação por pontos |
| Ciclista                 | Ciclista                 | Equipe                        | Pontos                   |                          |
| ------------------------ | ------------------------ | ----------------------------- | ------------------------ | ------------------------ |
| 1.                       | André Greipel            | Lotto-Soudal                  | 81 pts                   |                          |
| 2.                       | Daniel Teklehaimanot     | Dimension Data                | 74 pts                   |                          |
| 3.                       | Fernando Gaviria         | Quick-Step Floors             | 72 pts                   |                          |
| 4.                       | Kristian Sbaragli        | Dimension Data                | 64 pts                   |                          |
| 5.                       | Eugert Zhupa             | Wilier Triestina-Selle Italia | 60 pts                   |                          |
| 6.                       | Lukas Pöstlberger        | Bora-Hansgrohe                | 51 pts                   |                          |
| 7.                       | Caleb Ewan               | Orica-Scott                   | 50 pts                   |                          |
| 8.                       | Jasper Stuyven           | Trek-Segafredo                | 43 pts                   |                          |
| 9.                       | Giacomo Nizzolo          | Trek-Segafredo                | 43 pts                   |                          |
| 10.                      | Roberto Ferrari          | UAE Team Emirates             | 38 pts                   |                          |

### Classificações por equipas

#### Classificação por tempo
| Classificação por equipes | Classificação por equipes | Classificação por equipes | Classificação por equipes |
| Equipe                    | Equipe                    | Tempo                     |                           |
| ------------------------- | ------------------------- | ------------------------- | ------------------------- |
| 1.                        | Quick-Step Floors         | 44h16m21s                 |                           |
| 2.                        | Bora-Hansgrohe            | + 23s                     |                           |
| 3.                        | Bahrain-Merida            | + 26s                     |                           |
| 4.                        | UAE Team Emirates         | + 36s                     |                           |
| 5.                        | Team Sunweb               | + 36s                     |                           |
| 6.                        | Sky                       | + 36s                     |                           |
| 7.                        | Movistar Team             | + 36s                     |                           |
| 8.                        | Cannondale-Drapac         | + 36s                     |                           |
| 9.                        | BMC Racing Team           | + 36s                     |                           |
| 10.                       | Lotto NL-Jumbo            | + 1m02s                   |                           |

#### Classificação por pontos
| Classificação por equipes | Classificação por equipes     | Classificação por equipes | Classificação por equipes |
| Equipe                    | Equipe                        | Pontos                    |                           |
| ------------------------- | ----------------------------- | ------------------------- | ------------------------- |
| 1.                        | Dimension Data                | 103 pts                   |                           |
| 2.                        | Bora-Hansgrohe                | 102 pts                   |                           |
| 3.                        | Quick-Step Floors             | 99 pts                    |                           |
| 4.                        | Lotto-Soudal                  | 81 pts                    |                           |
| 5.                        | Trek-Segafredo                | 80 pts                    |                           |
| 6.                        | UAE Team Emirates             | 65 pts                    |                           |
| 7.                        | Orica-Scott                   | 50 pts                    |                           |
| 8.                        | Wilier Triestina-Selle Italia | 32 pts                    |                           |
| 9.                        | Gazprom-RusVelo               | 19 pts                    |                           |
| 10.                       | Bahrain-Merida                | 15 pts                    |                           |